# Błotno (gromada)
Błotno – dawna gromada, czyli najmniejsza jednostka podziału terytorialnego Polskiej Rzeczypospolitej Ludowej w latach 1954–1972.
Gromady, z gromadzkimi radami narodowymi (GRN) jako organami władzy najniższego stopnia na wsi, funkcjonowały od reformy reorganizującej administrację wiejską przeprowadzonej jesienią 1954 do momentu ich zniesienia z dniem 1 stycznia 1973, tym samym wypierając organizację gminną w latach 1954–1972.
Gromadę Błotno z siedzibą GRN w Błotnie utworzono – jako jedną z 8759 gromad na obszarze Polski – w powiecie nowogardzkim w woj. szczecińskim na mocy uchwały nr V/48/54 WRN w Szczecinie z dnia 5 października 1954. W skład jednostki weszły obszary dotychczasowych gromad Błotno, Bochlin, Grabin, Sikorki i Trzechel ze zniesionej gminy Dąbrowa Nowogardzka w tymże powiecie oraz obszar dotychczasowej gromady Łęgno ze zniesionej gminy Golczewo w powiecie kamieńskim w tymże województwie. Dla gromady ustalono 12 członków gromadzkiej rady narodowej.
1 stycznia 1962 do gromady Błotno włączono miejscowości Ogorzele, Olszyca, Radziszewo, Dąbrowa Nowogardzka i Wierzchęcino ze zniesionej gromady Karsk w tymże powiecie.
1 stycznia 1972 do gromady Błotno włączono miejscowości Glicko, Szczytniki, Wierzchy i Zagórz ze zniesionej gromady Wołowiec w tymże powiecie.
Gromada przetrwała do końca 1972 roku, czyli do kolejnej reformy gminnej. 1 stycznia 1973 w powiecie nowogardzkim utworzono gminę Błotno (zniesioną 2 lipca 1976).